# 2019-es Formula–2 osztrák nagydíj
A 2019-es Formula–2 osztrák nagydíj egy két futamból álló versenyhétvége volt, amelyet június 29-30. között rendeztek meg a Red Bull Ring versenypályán Spielbergben. Ez volt a hatodik fordulója a 2019-es FIA Formula–2 szezonnak. A versenyeket az Formula–1 osztrák nagydíj betétfutamaiként tartották meg. A főversenyt a japán Macusita Nobuharu, míg a sprintversenyt a brazil Sérgio Sette Câmara nyerte meg.

## Változások a verseny előtt
Mahaveer Raghunathan egy egyversenyes eltiltást kapott, miután összegyűlt a 12 büntetőpontja a francia versenyen. Az MP Motorsport Patricio O’Wardot szerződtette erre a versenyre.
Dorian Boccolacci helyét Arjun Maini vette át a Campos Racing csapatánál.
Ralph Boschung helyét  Ryan Tveter vette át a Trident csapatánál.

## Eredmények

### Kvalifikáció
| Poz.    | #  | Versenyző           | Csapat                        | Idő      | Különbség | Rajthely |
| ------- | -- | ------------------- | ----------------------------- | -------- | --------- | -------- |
| 1       | 4  | Nyck de Vries       | ART Grand Prix                | 1:14.143 | –         | 1        |
| 2       | 19 | Anthoine Hubert     | BWT Arden                     | 1:14.309 | +0.166    | 2        |
| 3       | 7  | Csou Kuan-jü        | UNI-Virtuosi                  | 1:14.371 | +0.228    | 3        |
| 4       | 2  | Macusita Nobuharu   | Carlin                        | 1:14.399 | +0.256    | 4        |
| 5       | 8  | Luca Ghiotto        | UNI-Virtuosi                  | 1:14.429 | +0.286    | 5        |
| 6       | 6  | Nicholas Latifi     | DAMS                          | 1:14.483 | +0.340    | 6        |
| 7       | 9  | Mick Schumacher     | Prema Racing                  | 1:14.488 | +0.345    | 7        |
| 8       | 1  | Louis Delétraz      | Carlin                        | 1:14.625 | +0.482    | 8        |
| 9       | 5  | Sérgio Sette Câmara | DAMS                          | 1:14.709 | +0.566    | 9        |
| 10      | 11 | Callum Ilott        | Sauber Junior Team by Charouz | 1:14.755 | +0.612    | 10       |
| 11      | 10 | Sean Gelael         | Prema Racing                  | 1:14.808 | +0.665    | 11       |
| 12      | 3  | Nyikita Mazepin     | ART Grand Prix                | 1:14.882 | +0.739    | 12       |
| 13      | 12 | Juan Manuel Correa  | Sauber Junior Team by Charouz | 1:14.887 | +0.744    | 13       |
| 14      | 15 | Jack Aitken         | Campos Racing                 | 1:14.986 | +0.843    | 14       |
| 15      | 16 | Jordan King         | MP Motorsport                 | 1:15.139 | +0.996    | 15       |
| 16      | 20 | Giuliano Alesi      | Trident                       | 1:15.212 | +1.069    | 16       |
| 17      | 17 | Patricio O’Ward     | MP Motorsport                 | 1:15.327 | +1.184    | 17       |
| 18      | 14 | Arjun Maini         | Campos Racing                 | 1:15.363 | +1.220    | 18       |
| 19      | 21 | Ryan Tveter         | Trident                       | 1:15.435 | +1.292    | 19       |
| 20      | 18 | Tatiana Calderón    | BWT Arden                     | 1:16.164 | +2.021    | 20       |
| Forrás: |    |                     |                               |          |           |          |

### Főverseny
| Poz.                                                             | #  | Versenyző           | Csapat                        | Körök | Idő/Kiesés | Rajthely | Pont |
| ---------------------------------------------------------------- | -- | ------------------- | ----------------------------- | ----- | ---------- | -------- | ---- |
| 1                                                                | 2  | Macusita Nobuharu   | Carlin                        | 40    | 53:32.606  | 4        | 25   |
| 2                                                                | 8  | Luca Ghiotto        | UNI-Virtuosi                  | 40    | +2.963     | 5        | 18   |
| 3                                                                | 4  | Nyck de Vries       | ART Grand Prix                | 40    | +10.428    | 1        | 15+4 |
| 4                                                                | 19 | Anthoine Hubert     | BWT Arden                     | 40    | +10.786    | 2        | 12   |
| 5[1]                                                             | 5  | Sérgio Sette Câmara | DAMS                          | 40    | +12.720    | 9        | 10+2 |
| 6                                                                | 7  | Csou Kuan-jü        | UNI-Virtuosi                  | 40    | +15.514    | 3        | 8    |
| 7[2]                                                             | 1  | Louis Delétraz      | Carlin                        | 40    | +16.541    | 8        | 6    |
| 8                                                                | 16 | Jordan King         | MP Motorsport                 | 40    | +22.321    | 15       | 4    |
| 9                                                                | 6  | Nicholas Latifi     | DAMS                          | 40    | +23.184    | 6        | 2    |
| 10                                                               | 15 | Jack Aitken         | Campos Racing                 | 40    | +32.919    | 14       | 1    |
| 11                                                               | 12 | Juan Manuel Correa  | Sauber Junior Team by Charouz | 40    | +35.892    | 13       |      |
| 12                                                               | 3  | Nyikita Mazepin     | ART Grand Prix                | 40    | +35.988    | 12       |      |
| 13                                                               | 20 | Giuliano Alesi      | Trident                       | 40    | +39.890    | 16       |      |
| 14                                                               | 11 | Callum Ilott        | Sauber Junior Team by Charouz | 40    | +46.138    | 10       |      |
| 15                                                               | 21 | Ryan Tveter         | Trident                       | 40    | +1:10.057  | 19       |      |
| 16                                                               | 10 | Sean Gelael         | Prema Racing                  | 40    | +1:15.742  | 11       |      |
| 17                                                               | 18 | Tatiana Calderón    | BWT Arden                     | 40    | +1:16.586  | 20       |      |
| 18                                                               | 9  | Mick Schumacher     | Prema Racing                  | 39    | +1 lap     | 7        |      |
| 19                                                               | 17 | Patricio O’Ward     | MP Motorsport                 | 39    | +1 lap     | 17       |      |
| kiz[3]                                                           | 14 | Arjun Maini         | Campos Racing                 | 40    | kizárva    | 18       |      |
| Leggyorsabb kör: Sérgio Sette Câmara (DAMS) — 1:18.209 (34. kör) |    |                     |                               |       |            |          |      |
| Forrás:                                                          |    |                     |                               |       |            |          |      |

'Megjegyzések:
- ↑ 1:  – Sérgio Sette Câmara eredetileg a 3. helyen ért célba, de utólag kapott egy 5 másodperces időbüntetést, a Nicholas Latifivel történt balesete miatt.
- ↑ 2:  – Louis Delétraz eredetileg a 6. helyen ért célba, de utólag kapott egy 5 másodperces időbüntetést, mert átlépte a megengedett sebességhatárt a bokszutcában.
- ↑ 3:  – Arjun Mainit eredetileg a 15. helyen intették le, de utólag kizártak a futamból, amiért az egyik abroncsát helytelenül rögzítették a rajt előtt.

### Sprintverseny
| Poz.                                                                   | #  | Versenyző           | Csapat                        | Körök | Idő/Kiesés | Rajthely | Pont |
| ---------------------------------------------------------------------- | -- | ------------------- | ----------------------------- | ----- | ---------- | -------- | ---- |
| 1                                                                      | 5  | Sérgio Sette Câmara | DAMS                          | 28    | 38:45.691  | 4        | 15   |
| 2                                                                      | 8  | Luca Ghiotto        | UNI-Virtuosi                  | 28    | +0.563     | 7        | 12   |
| 3                                                                      | 4  | Nyck de Vries       | ART Grand Prix                | 28    | +5.536     | 6        | 10+2 |
| 4                                                                      | 9  | Mick Schumacher     | Prema Racing                  | 28    | +5.781     | 18       | 8    |
| 5                                                                      | 2  | Macusita Nobuharu   | Carlin                        | 28    | +6.269     | 8        | 6    |
| 6                                                                      | 6  | Nicholas Latifi     | DAMS                          | 28    | +13.230    | 9        | 4    |
| 7                                                                      | 16 | Jordan King         | MP Motorsport                 | 28    | +14.095    | 1        | 2    |
| 8                                                                      | 7  | Csou Kuan-jü        | UNI-Virtuosi                  | 28    | +15.086    | 3        | 1    |
| 9                                                                      | 11 | Callum Ilott        | Sauber Junior Team by Charouz | 28    | +15.659    | 14       |      |
| 10                                                                     | 12 | Juan Manuel Correa  | Sauber Junior Team by Charouz | 28    | +16.607    | 11       |      |
| 11                                                                     | 3  | Nyikita Mazepin     | ART Grand Prix                | 28    | +18.290    | 12       |      |
| 12                                                                     | 10 | Sean Gelael         | Prema Racing                  | 28    | +19.486    | 16       |      |
| 13                                                                     | 18 | Tatiana Calderón    | BWT Arden                     | 28    | +21.136    | 17       |      |
| 14                                                                     | 17 | Patricio O’Ward     | MP Motorsport                 | 28    | +22.294    | 19       |      |
| 15                                                                     | 14 | Arjun Maini         | Campos Racing                 | 28    | +22.856    | 20       |      |
| 16                                                                     | 21 | Ryan Tveter         | Trident                       | 28    | +25.302    | 15       |      |
| 17[1]                                                                  | 19 | Anthoine Hubert     | BWT Arden                     | 28    | +29.057    | 5        |      |
| 18                                                                     | 15 | Jack Aitken         | Campos Racing                 | 28    | +40.537    | 10       |      |
| ki                                                                     | 1  | Louis Delétraz      | Carlin                        | 19    | baleset    | 2        |      |
| ki                                                                     | 20 | Giuliano Alesi      | Trident                       | 3     | fékek      | 13       |      |
| Leggyorsabb kör: Nyck de Vries (ART Grand Prix) — 1:18.159 (3. kör)[2] |    |                     |                               |       |            |          |      |
| Forrás:                                                                |    |                     |                               |       |            |          |      |

Megjegyzések:
- ↑ 1:  – Anthoine Hubert eredetileg a 16. helyen ért célba, de utólag kapott egy 5 másodperces időbüntetést, miután balesetet okozott Jack Aitkennel szemben.
- ↑ 2:  – Nyck de Vries és Sérgio Sette Câmara ezredre pontosan egyforma leggyorsabb kört értek el, viszont de Vries kapta meg az ezért járó pontot, mert ő érte el hamarabb a köridőt.

## A bajnokság állása a verseny után
| H  | Versenyzők          | Pont | H  | Konstruktőrök  | Pont |
| -- | ------------------- | ---- | -- | -------------- | ---- |
| 1. | Nyck de Vries       | 152  | 1. | DAMS           | 222  |
| 2. | Nicholas Latifi     | 115  | 2. | UNI-Virtuosi   | 182  |
| 3. | Sérgio Sette Câmara | 107  | 3. | ART Grand Prix | 158  |
| 4. | Luca Ghiotto        | 97   | 4. | Campos Racing  | 116  |
| 5. | Jack Aitken         | 86   | 5. | Carlin         | 103  |